# دی‌بی‌یو
دی‌بی‌یو (به انگلیسی: 1,8-Diazabicycloundec-7-ene) با فرمول شیمیایی C۹H۱۶N۲ یک ترکیب شیمیایی است. که جرم مولی آن 152.24 g/mol می‌باشد. شکل ظاهری این ترکیب، مایع بی‌رنگ است.